# Quase Não Namoro
"Quase Não Namoro" é uma canção das cantoras brasileiras Juliette e Marina Sena, gravada para o álbum de estúdio de estreia de Juliette, Ciclone (2023). Foi lançada como o terceiro single do disco em 3 de agosto de 2023, através da Rodamoinho Records e Virgin Music Brasil.

## Apresentações ao vivo
Juliette apresentou um trecho de "Quase Não Namoro" ao vivo pela primeira vez em 23 de julho de 2023 no Fantástico antes mesmo do lançamento da música. Em 3 de setembro, Juliette performou a canção no Altas Horas junto a Anitta. Juliette apresentou "Quase Não Namoro" com Marina Sena ao vivo pela primeira vez no Domingão com Huck em 22 de outubro de 2023.

## Faixas e formatos
| Download digital / streaming |                    |         |  |
| N.º                          | Título             | Duração |  |
| 1.                           | "Quase Não Namoro" | 2:15    |  |